# Круш Михайло Кіндратович
Михайло Кондратійович Круш (нар. 6 січня 1953) — командувач військами ППО Сухопутних військ Збройних сил РФ (2008—2010), генерал-майор.

## Біографія
Народився в селі Орел Мамлютського району Північно-Казахстанської області 6 січня 1953 року. Закінчив середню школу 1970 року. 1974 року закінчив Полтавське вище зенітне артилерійське командне училище. Після закінчення училища проходив службу на посадах командира взводу, командира батареї у Групі радянських військ у Німеччині у період із 1974 по 1979 роки. Із 1979 по 1983 р.р. — заступник начальника штабу зенітного ракетного полку в Далекосхідному військовому окрузі. 1983 року вступив, а 1986 року закінчив Військову академію протиповітряної оборони Сухопутних військ імені Маршала Радянського Союзу Василевського О. М. (Київ). Із 1986 по 1991 р. — на посадах заступника командира та командира полку у Московському військовому окрузі. Із 1991 по 1995 рік — заступник начальника військ ППО Московського військового округу. 1997 року закінчив Військову академію Генерального штабу ЗС РФ.
Із 1997 року — начальник штабу — перший заступник начальника військ протиповітряної оборони Забайкальського військового округу. Із 1999 по 2001 рр. — начальник військ ППО Сибірського військового округу. Із 2001 року — начальник військ протиповітряної оборони Московського військового округу. Указом президента Російської Федерації від 24 листопада 2008 року призначений на посаду начальника військової ППО ЗС РФ, яку виконував до 2010 року.
Військове звання «генерал-майор» присвоєно 22 грудня 1999 року.
Одружений, має двох дітей.

## Нагороди
Нагороджений орденами «Червоної Зірки» і «За особисту мужність», низкою медалями.